# Abcoude
Abcoude est un village néerlandais situé dans la commune de De Ronde Venen, en province d'Utrecht. Lors du recensement de 2010, il compte 8 764 habitants.

## Histoire

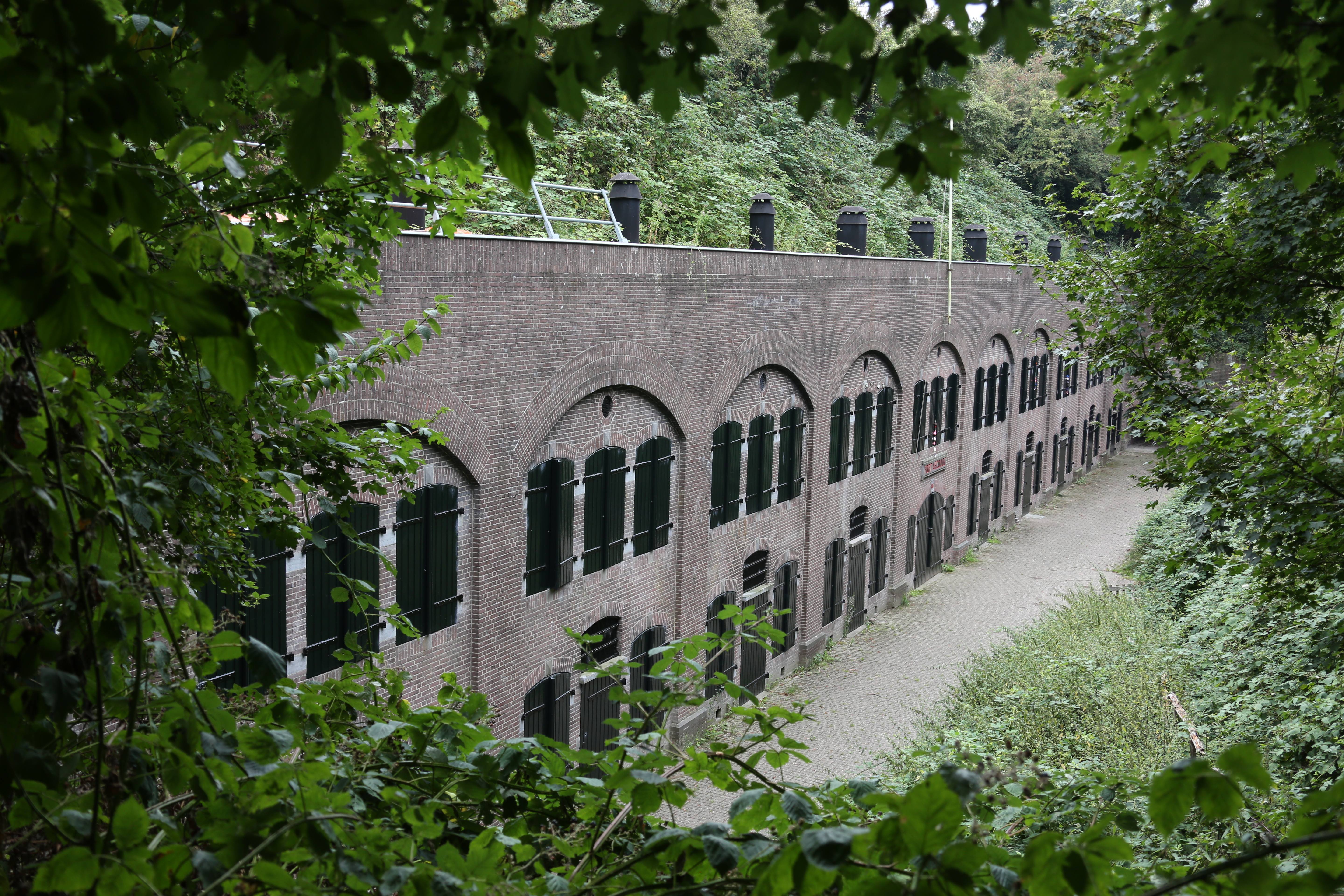
Fort bij Abcoude.

Bien qu'une commune nommée Abcoude existe jusqu'en 1818, elle est à cette date renommée Abcoude-Proostdij. La commune d'Abcoude est officiellement recréée le 1er mai 1941 par la fusion d'Abcoude-Baambrugge et Abcoude-Proostdij. Le village d'Abcoude est auparavant divisé entre les deux communes.
Entre 1883 et 1885 est construit le Fort bij Abcoude (traduisible en français par « fort près d'Abcoude »), faisant partie de la ligne de défense d'Amsterdam. Le 1er janvier 2011, la commune, d'une superficie de 32,11 km2, comprenant également les villages environnants de Baambrugge et Stokkelaarsbrug, est supprimée et rattachée à De Ronde Venen.

## Géographie
Le village est traversé par trois rivières. La rivière Holendrecht, prenant sa source dans l'Abcoudemeer, un petit lac au nord du village, suit un axe allant du nord au sud. La Gein coule d'ouest en est vers le village de Driemond, en Hollande-Septentrionale. L'Angstel, dans le prolongement de l'Holendrecht, mène à Baambrugge.

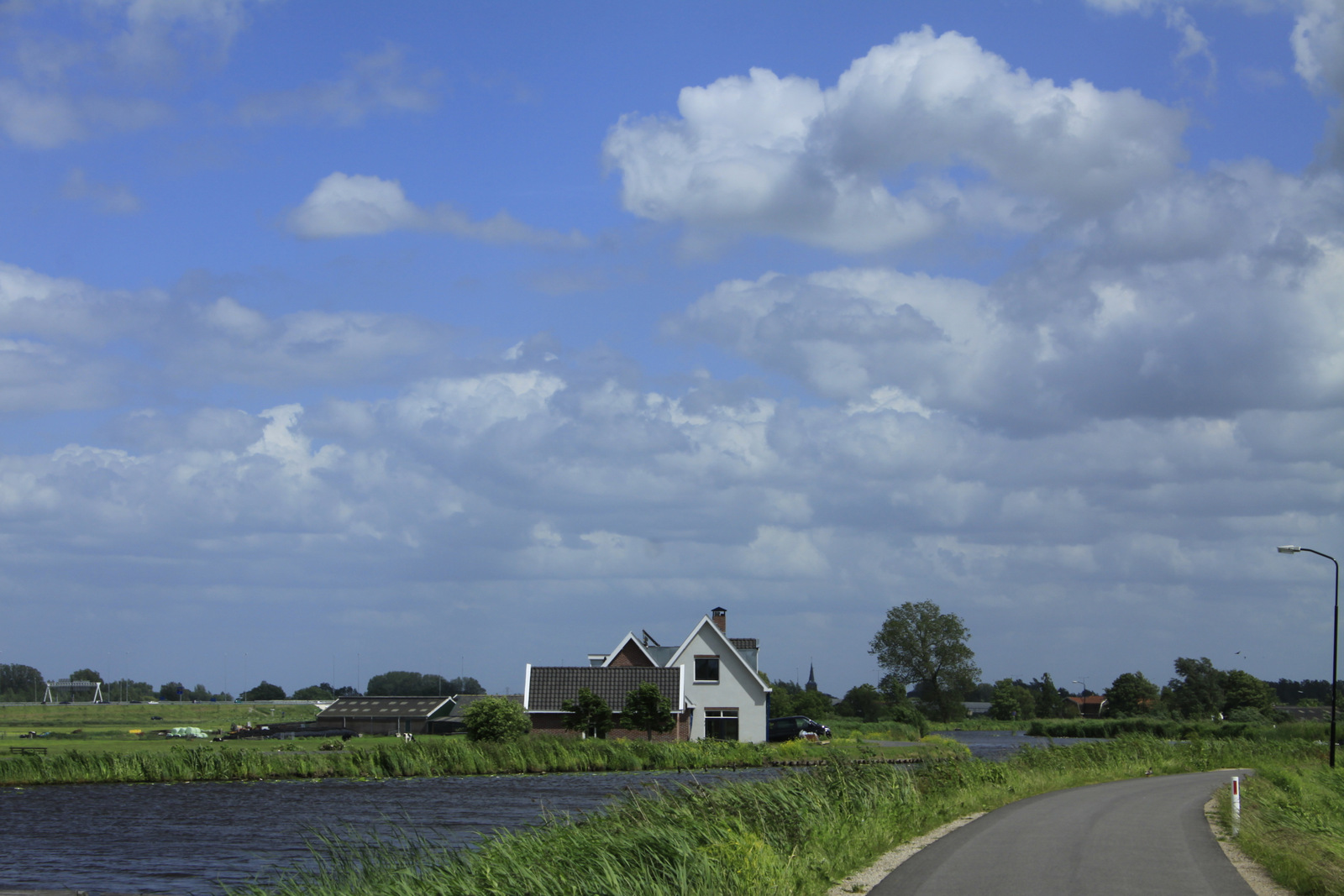
L'Holendrecht au nord d'Abcoude.
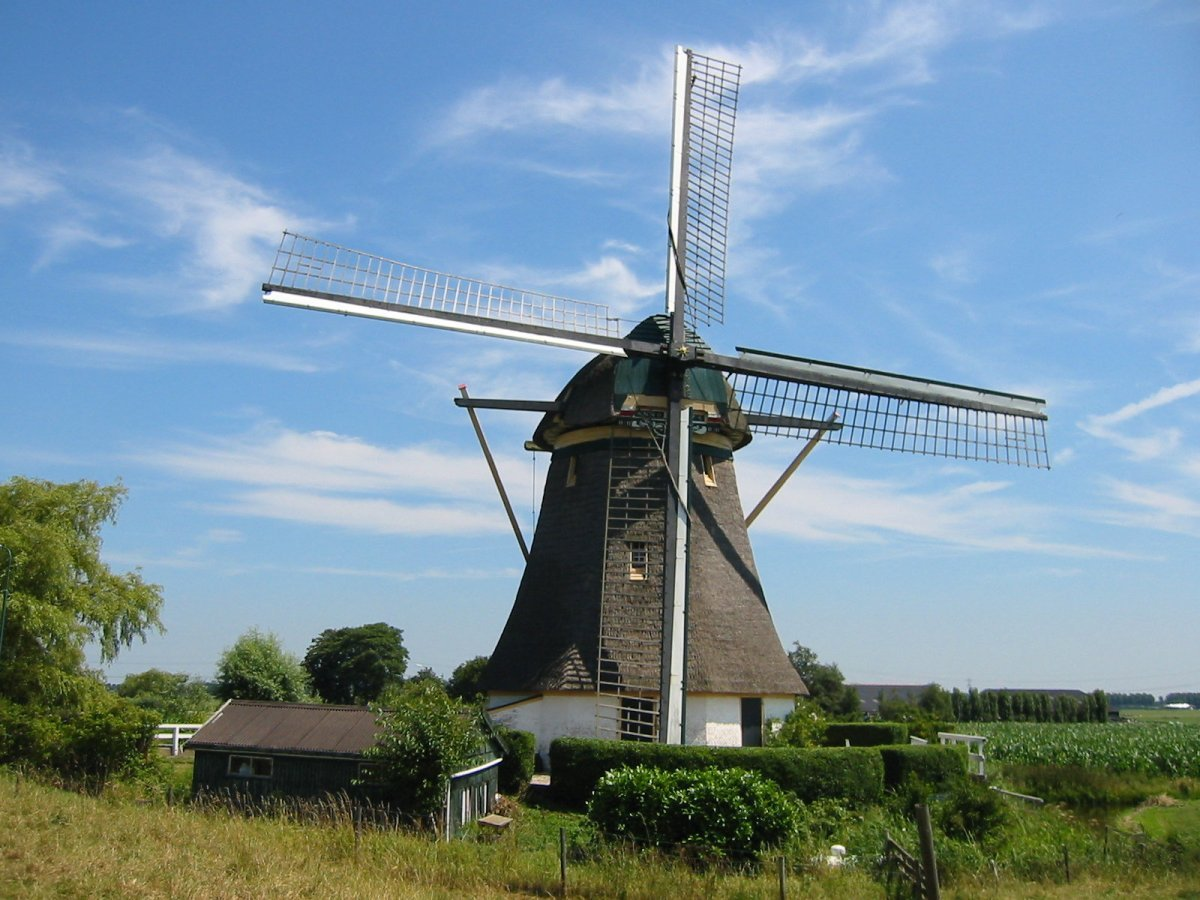
Le Broekzijder Molen, à l'est du centre du village sur les bords de la Gein.
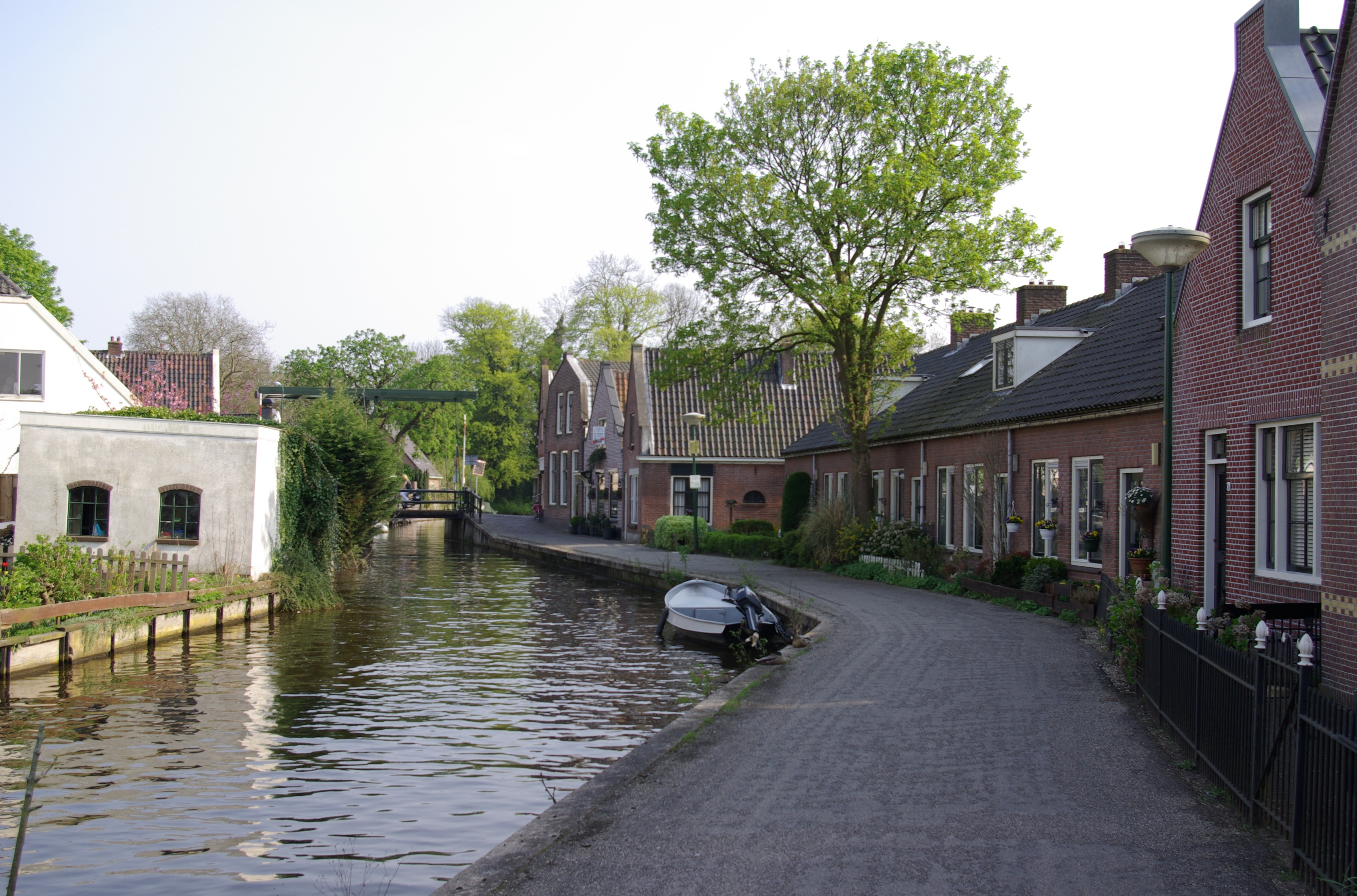
L'Angstel dans le centre du village.

## Patrimoine
Abcoude est connue pour son église Saints-Côme-et-Damien, construite dans un style néogothique par Alfred Tepe. Le Fort bij Abcoude, au titre du classement de la ligne de défense amstellodamoise au patrimoine mondial de l'UNESCO, est également renommé.

## Transports

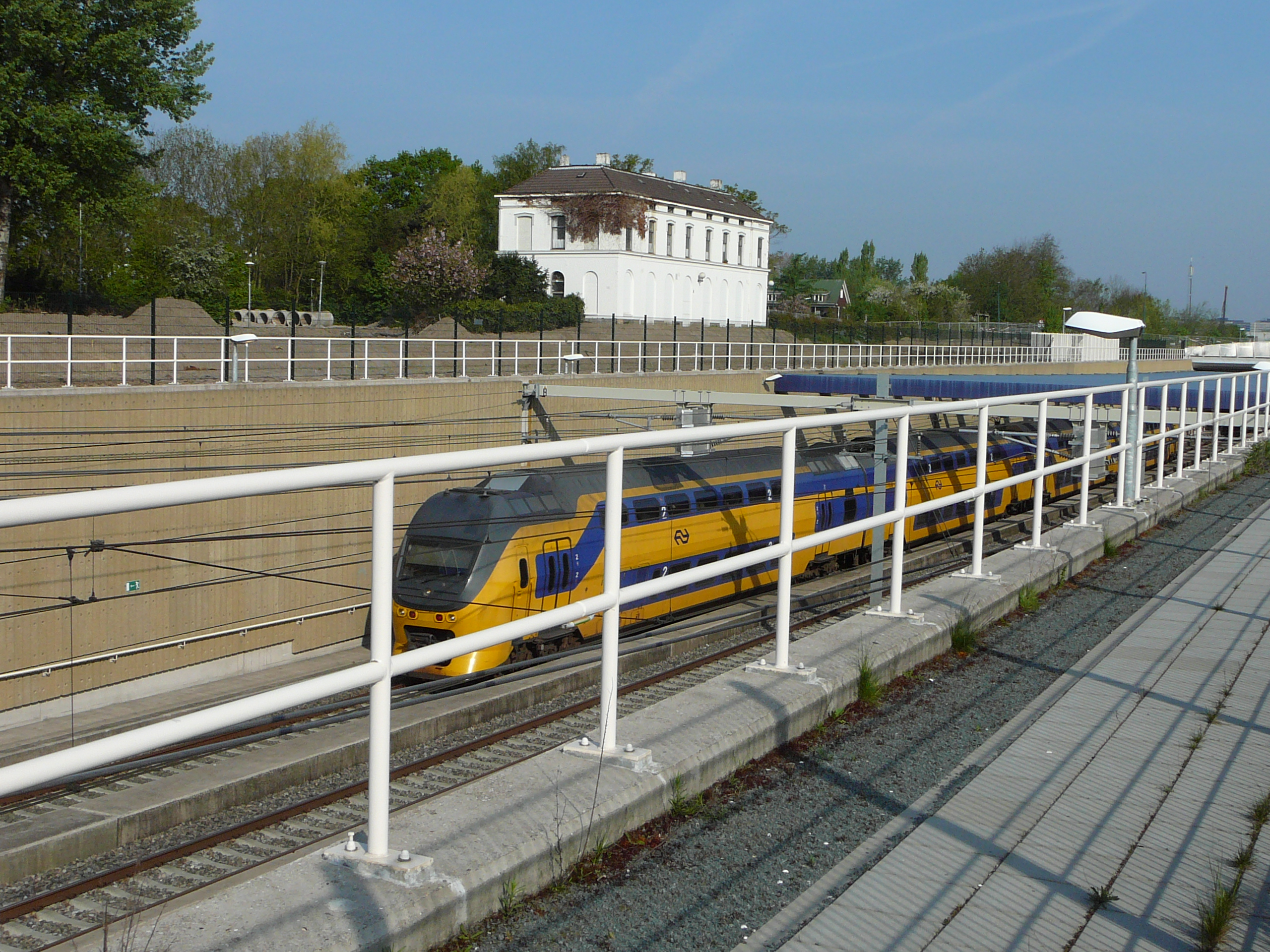
Train entrant dans le tunnel sous la rivière Gein, en amont de la gare d'Abcoude, avec l'ancien bâtiment voyageurs visible au deuxième plan.

Le village se trouve au sud immédiat d'Amsterdam-Zuidoost, au sud-est d'Ouderkerk-sur-l'Amstel, au sud-ouest de Weesp et à l'est de l'autoroute A2. Il est desservi par une gare ferroviaire située sur la ligne liant Amsterdam-Central et Utrecht-Central.
Les trains desservant Abcoude offrent des services directs jusqu'à Uitgeest (Hollande-Septentrionale), Rhenen (Utrecht) et Rotterdam-Central (Hollande-Méridionale).